# اشمرغ
اشمرغ (به لاتین: Eshmorgh) یک منطقهٔ مسکونی در افغانستان است که در ولسوالی واخان واقع شده‌است.